# Ausweis

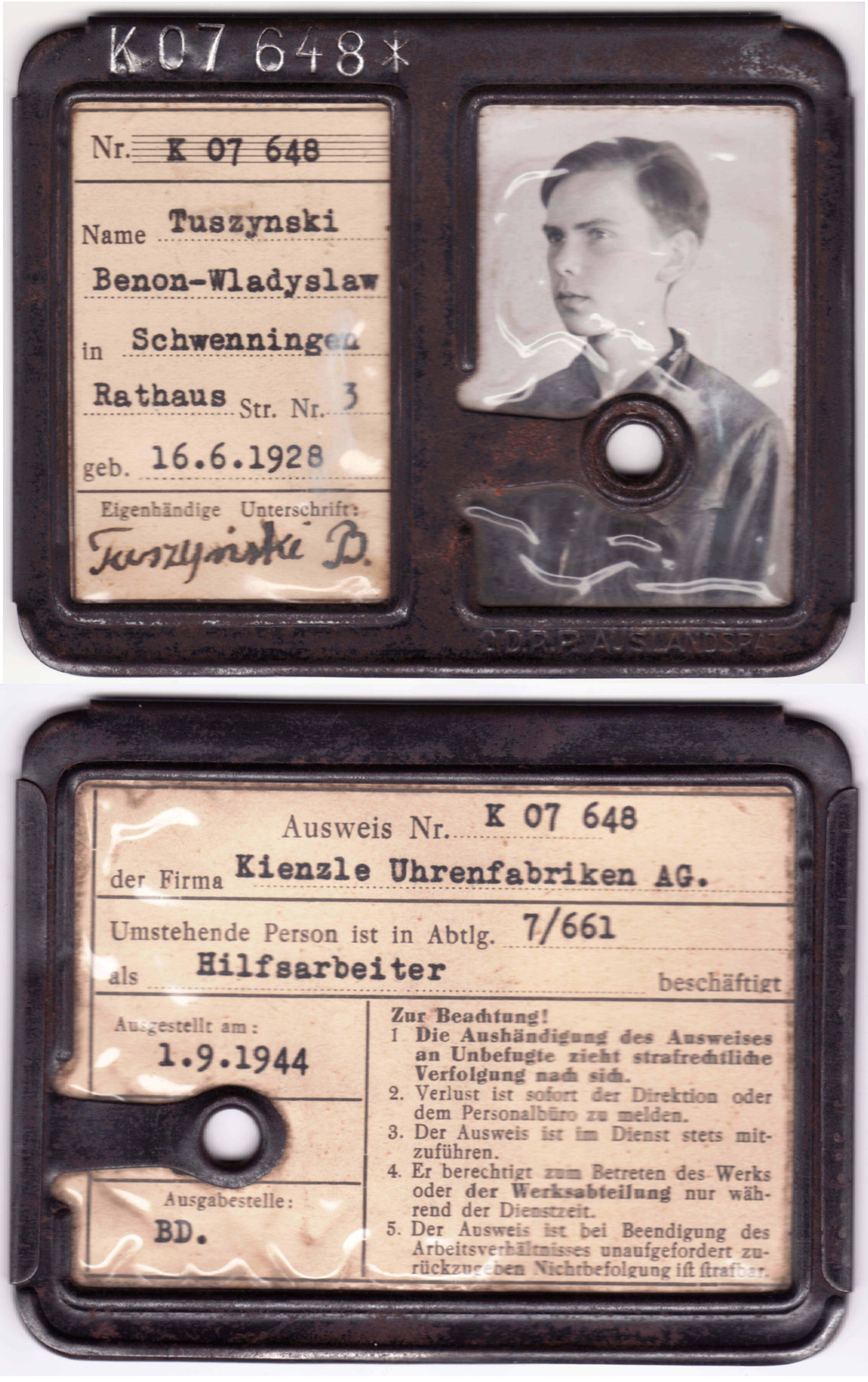
D.R.P. „Auslandspass“ für den 16-jährigen Zwangsarbeiter bei Kienzle Uhren, Benon Tuszyński

Ein Ausweis ist im weiteren Sinne eine private oder amtliche Urkunde, die die Identität des Inhabers schriftlich und mit dem Anspruch der Verbindlichkeit darstellt und gegebenenfalls mit Feststellungen einer zuständigen Stelle verbindet, wonach bestimmte rechtliche Eigenschaften (wie etwa die Staatsangehörigkeit) oder sonstige Berechtigungen, Befähigungen oder sonstige an die Person des Inhabers gebundene Umstände vorliegen.

## Beispiele für verschiedene Funktionen von Ausweisen
Mit einem Ausweis kann

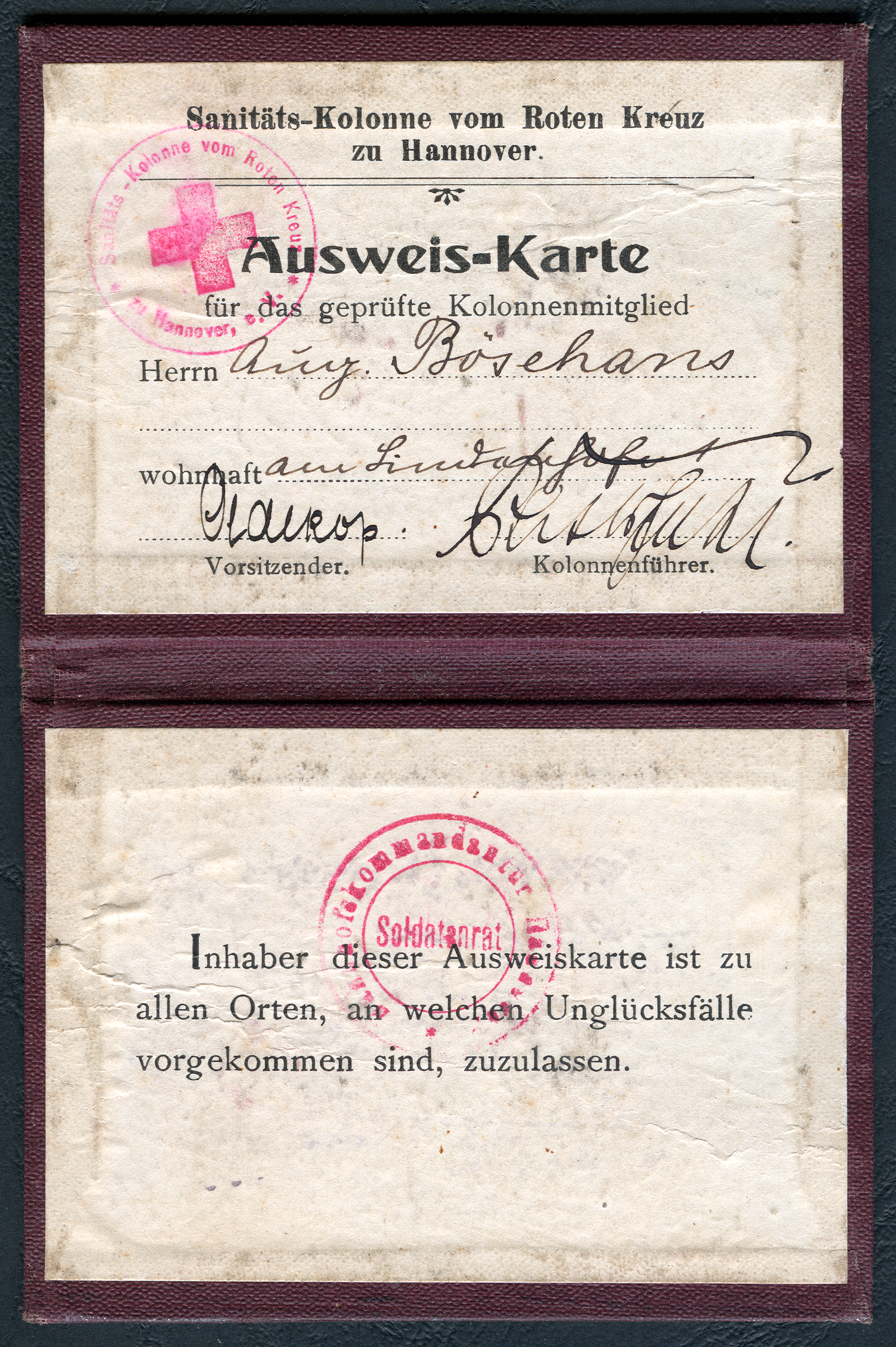
Ausweiskarte der „Sanitäts-Kolonne vom Deutschen Roten Kreuz zu Hannover“ mit Stempel vom Soldatenrat, um 1918

- eine Zutrittserlaubnis zu bestimmten Bereichen nachgewiesen werden
- die Mitgliedschaft in einer Gemeinschaft nachgewiesen werden
- die Berechtigung nachgewiesen werden, eine bestimmte Handlung vorzunehmen, zum Beispiel ein Kraftfahrzeug zu führen – Führerschein
- ein bestimmter (Stamm-)Kunde in einem Geschäft mit einer bestimmten Kundennummer in Verbindung gebracht werden – Kundenkarte
- die Ausübung eines bestimmten Berufs oder eine bestimmte Stellung nachgewiesen werden – etwa beim Seefahrtbuch oder beim Diplomatenpass
- die Berechtigung zur Ausübung hoheitlicher Befugnisse nachgewiesen werden – Dienstausweis

Paradoxerweise ist der Personalausweis in Deutschland kein Nachweis der deutschen Staatsbürgerschaft. Mit einer Signaturfunktion versehen, ermöglicht ein Ausweis rechtsverbindliche und beweissichere Transaktionen im elektronischen Geschäftsverkehr (etwa die Bürgerkarte in Österreich).
Das Wort „Ausweis“ wird (in Deutschland und Österreich) auch für Dokumente verwendet, die keine personenbezogenen Daten enthalten (Beispiel: Fahrausweis für öffentliche Verkehrsmittel).

## Inhalt des Ausweises
Der Ausweis enthält meist persönliche Daten wie Name, Vorname, Geburtsdatum, Anschrift usw. Abhängig von ihrem Verwendungszweck können Ausweise zudem ein Lichtbild (Lichtbildausweis) oder andere biometrische Merkmale sowie eine Abbildung der Unterschrift des Inhabers aufweisen.
Man unterscheidet zwischen amtlichen Lichtbildausweisen und sonstigen Ausweisen.
Im Falle von Dienstausweisen findet man auch noch eine Amtsbezeichnung, die Dienststelle sowie ein amtliches Siegel auf dem Ausweis.

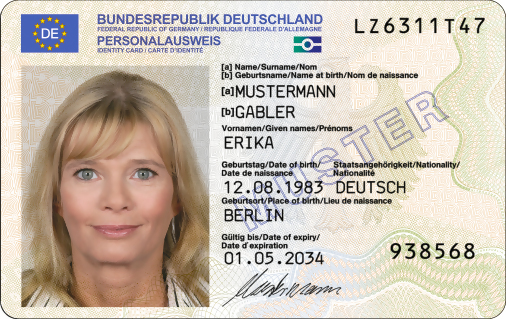
Deutscher Personalausweis (2024)

## Verwendbarkeit
Da mehrere Arten von Ausweisen demselben Zweck dienen können, etwa dem Nachweis der Identität oder einer Gruppenzugehörigkeit, werden sie für diese Zwecke oft als gleichwertig angesehen. Im Alltag werden die folgenden Ausweise am häufigsten verwendet:
- Identitätsausweis (Österreich)
- Personalausweis
- Reisepass
- Sozialversicherungsausweis (gilt nur in Verbindung mit Personalausweis bzw. Pass)

Während der Personalausweis und der Reisepass dabei zur Identitätsfeststellung und – etwa bei Grenzkontrollen – zum Nachweis der Staatsangehörigkeit häufig als gleichwertig angesehen werden, kann beispielsweise mit dem Führerschein nicht die Staatsangehörigkeit und nur bedingt die Identität, mit dem Personalausweis hingegen nicht die Fahrerlaubnis nachgewiesen werden. Zudem ist zu beachten, in welcher Intensität und durch welche Stelle die Richtigkeit des Inhalts des Ausweises im Einzelnen überprüft wird. Behörden, die Führerscheine ausstellen, besitzen beispielsweise eine besondere Zuständigkeit zur Feststellung, ob jemand eine Fahrerlaubnis besitzt, während es nicht ihre Hauptaufgabe ist, Identitäten festzustellen und zu bescheinigen. Hieraus ergeben sich auch Einschränkungen bei der Verwendbarkeit: So kann mit einem Führerschein in den meisten Fällen weder eine Grenzkontrolle passiert werden noch wird er zum Beispiel für die in Deutschland vorgeschriebene Identifizierung bei der Eröffnung von Bankkonten ausreichen, während ein Personalausweis bei einer Verkehrskontrolle der Polizei für einen Autofahrer nur von begrenztem Wert sein wird.
Andere Ausweise sind für bestimmte Berufsgruppen im beruflichen Alltag von ständiger Bedeutung, etwa:
- Elektronischer Heilberufsausweis
- Europäischer Berufsausweis
- Presseausweis
- Polizeidienstausweis
- Truppenausweis für Soldaten
- Feldjägerdienstausweis
- Studentenausweis, mit dem sich Studierende als Angehörige einer Hochschule ausweisen
- Dienstausweis für Zivilpersonal der Bundeswehr und Verwaltungsmitarbeiter im Außendienst

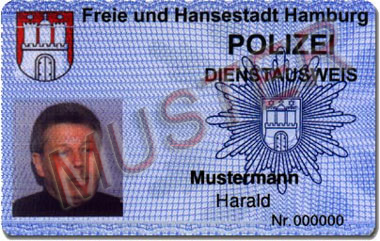
Polizeidienstausweis (Hamburg)

Einige Ausweise dienen auch als Nachweis einer Erlaubnis oder Berechtigung, z. B.:
- Verkehr
  - Führen von Wasserfahrzeugen
    - Befähigungszeugnis (Freizeit, Berufsschifffahrt)

  - Führen von Kraftfahrzeugen
    - Führerschein als Nachweis einer Fahrerlaubnis

  - Führen von Luftfahrzeugen
    - Pilotenschein

  - Park-/Durchfahrtserlaubnis
- Funk
  - Funkbetriebszeugnisse

Andere Ausweisarten haben Bedeutung nur in ganz bestimmten Situationen und werden nur gegenüber bestimmten Kontrollpersonen oder Beschäftigten der ausgebenden Stelle verwendet. Beispiele sind:
- Behindertenpass (Österreich)
- Behindertenparkausweis
- Bibliotheksausweis
- Blutspendeausweis
- Mitgliedsausweis
- Schwerbehindertenausweis
- Ausweise für Waffen bzw. Waffenbesitzer:
  - Europäischer Feuerwaffenpass
  - Waffenbesitzkarte (Deutschland)
  - Waffenbesitzkarte (Österreich)
  - Waffenführerschein
  - Waffenpass (Österreich)
  - Waffenschein (Deutschland)
- Wettkampfausweis (Spielerpass)
- in Unternehmen und Behörden: Dienstausweis (insbesondere in der öffentlichen Verwaltung), Werksausweis, Konzernausweis, Firmenausweis, Mitarbeiterausweis; ugs. auch Badge

## Andere Bedeutungen
- Im Finanzwesen ist ein Ausweis auch eine Darlegung von Zahlenwerken, z. B. Bankausweis oder Mehrwertsteuerausweis.
- Im technischen Kontext wird der Begriff beispielsweise beim Energieausweis eines Gebäudes verwendet.
- Im allgemeinen Sprachgebrauch spricht man auch von einem „ausgewiesenen Experten/Fachmann“, wenn eine Person eine hervorragende Qualifikation gezeigt hat. Eine weitere Bedeutung ist die Charakterisierung „jemand hat sich durch besondere Tatkraft ausgewiesen“, wenn eine Person Tatkraft gezeigt hat, oder „sein Werk ist ein großartiger Ausweis seines Könnens“, wenn eine Schöpfung das Können des Urhebers abbildet.